# Schaffel
Schaffel ist ein Stil der progressiven elektronischen Tanzmusik, bei dem der Beat verschoben wird. Oftmals wird die Achteltriole verwendet, um einen Swing zu erzeugen. Der Begriff „Schaffel“ ist zunächst die phonetische Schreibweise von „Shuffle“ im Deutschen.
Besonders hervorzuheben ist der Song „Strict Machine“ von Goldfrapp aus dem Jahr 2003, der das Genre in den Clubs etablierte. Die britische Electropop-Band Pet Shop Boys erzielte mit stiltypischen Elementen im Jahr 2009 internationalen Charterfolg mit ihrem Song „Love Etc.“
Anfang des 21. Jahrhunderts wurde Schaffel populär durch die Kompilationen Schaffelfieber des deutschen Minimal-Techno-Musiklabels Kompakt. Weitere nennenswerte Veröffentlichungen sind „Like Tears in Rain“ (2000) von Covenant, „Wasted (Naghavi Mix)“ (2000) von And One und „Mitternacht“ (2001) von E Nomine. Ende der 2000er Jahre ist der Schaffel-Beat vermehrt in Pop-Songs zu finden, u. a. in „Some Girls“ (2004) von Rachel Stevens, „I Kissed a Girl“ (2008) von Katy Perry, „Run Devil Run“ (2009) von Girls’ Generation aber auch „Uprising“ von Muse.